# Thonburi

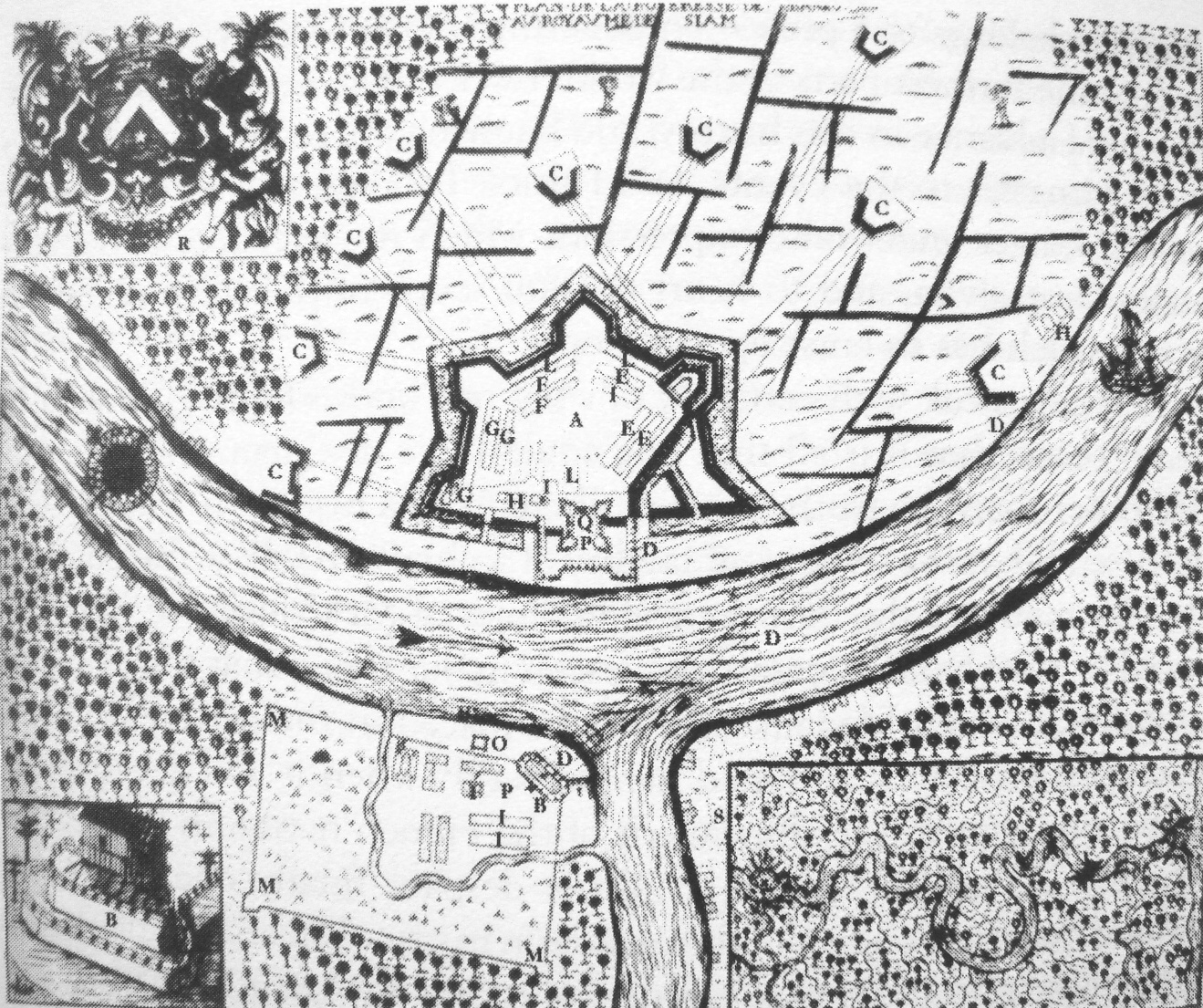
A aldeia de Thonburi, na margem direita (ocidental) do rio Chao Phraya, em 1688.

Thon Buri (em tailandês: ธนบุรี) é uma região da área urbana de Bangkok, capital da Tailândia. Durante a era do reino de Ayutthaya, devido à sua localização na margem direita (ocidental), na foz do rio Chao Phraya, serviu como importante guarnição para o reino, que se reflete em seu nome: Thon (ธน) é uma riqueza; e Buri (บุรี), a partir de pura fortaleza. Após o saque birmanês de Ayutthaya, em 1767, o rei Taksin estabeleceu o Reino de Thonburi em 1768, tendo Thon Buri como sua capital até 1782.
O rei Rama I transferiu a capital para Bangkok em 1782. Thon Buri permaneceu como uma cidade independente, possuindo também status de província, até que foi incorporada à cidade de Bangkok, em 1971. Assim sendo, Devido ao período que ficou independente, a área acabou ficando menos desenvolvida do que a outra margem do rio. Ainda permanecem na área muitas características do período em que era a capital da Tailândia.
Em 1950, Bangkok tinha uma população de cerca de 1,3 milhões de habitantes, e o município de Thon Buri possuía em torno de 400 mil habitantes. Em 1970, Thon Buri era a segunda maior cidade da Tailândia, com cerca de 600 mil habitantes.

## Administração
À época de sua incorporação à Bangkok, Thon Buri estava dividida em nove distritos:
- Thon Buri  (tailandês: อำเภอธนบุรี)
- Bangkok Yai (tailandês: อำเภอบางกอกใหญ่)
- Khlong San (tailandês: อำเภอคลองสาน)
- Taling Chan (tailandês: อำเภอตลิ่งชัน)
- Bangkok Noi (tailandês: อำเภอบางกอกน้อย)
- Bang Khun Thian (tailandês: อำเภอบางขุนเทียน)
- Phasi Charoen (tailandês: อำเภอภาษีเจริญ)
- Nong Khaem (tailandês: อำเภอหนองแขม)
- Rat Burana (tailandês: อำเภอราษฎร์บูรณะ)

A partir de 2012, estes foram reorganizados em 15 distritos.